# محطة نور جنين للطاقة الشمسية
محطة نور جنين للطاقة الشمسية هي محطة طاقة كهروضوئية، تتوسط تلال بلدة كفردان في محافظة جنين، وتطّل على مرج ابن عامر، على مساحة 60 دونم، بقدرٍة إنتاجية تبلغ 5 ميجاواط، حيث توفر حوالي 13500 لوحة شمسية. تم افتتاحها ضمن برنامج نور فلسطين للطاقة الشمسية. والذي يهدف للمساهمة في تحقيق أمن الطاقة وتخفيض فاتورة استيراد الكهرباء من خلال محطات الطاقة المنتشرة في جنين وأريحا، وتركيب ألواح شمسية على أسطح 500 مدرسة حكومية.

## إطلاقها
افتتح الدكتور محمد مصطفى المشروع عام 2020 بالتعاون مع شركة توزيع كهرباء الشمال، وبحضور السيدة لنا أبو حجلة رئيسة مجلس إدارة شركة مصادر، وبحضور اللواء أكرم الرجوب. وستساهم هذه المحطة في توفير كميات إضافية من الكهرباء لصالح البلديات الواقعة ضمن منطقة امتياز شركة كهرباء الشمال، لتقديم خدمات كهربائية بأعلى جودة وبتكلفة معقولة.

## المساهمين
ساهم بالمشروع عدة شركات ومؤسسات فلسطينية منها شركة  فلسطين لتوليد الطاقة (PPGC) التي تدعمها مجموعة من المستثمرين الفلسطينيين، وصندوق الإستثمار الفلسطيني من خلال شركة مصادر بنسية (40%)، وشركة فلسطين للتنمية والاستثمار بنسبة (20%) وشركة الإتصالات الفلسطينية بنسبة (10%)، ومجموعة البنك العربي بنسبة (10%)، وشركة الكهرباء الفلسطينية بنسبة (5%)، والشركة العربية الفلسطينية للاستثمار. وينضم لهم أربعة بنوك محلية من بينها بنك فلسطين وبنك القدس وبنك القاهرة عمّان.